# ادامو، بخش استراچوویس
ادامو، بخش استراچوویس (به لاتین: Adamów, Starachowice County) در لهستان است که در Gmina Brody, Świętokrzyskie Voivodeship واقع شده‌است.

## خصوصیات
ادامو ۸۸۳ نفر جمعیت دارد.